# اوجی، کیوتو
اوجی (宇治市 Uji-shi) شهری واقع در کیوتو، استان کیوتو در کشور ژاپن است که دارای جمعیت ۱۷۹٬۶۳۰ نفر و مساحت ۶۷٫۵۵ کیلومتر مربع با تراکم جمعیت ۲٬۶۶۰ نفر در کیلومترمربع است و در تاریخ ۱ مارس ۱۹۵۱ به عنوان شهر شناخته شد.